# Communauté de communes du Pays Sous Vosgien
Die Communauté de communes du Pays Sous Vosgien (CCPSV) war ein französischer Gemeindeverband mit der Rechtsform einer Communauté de communes im Département Territoire de Belfort in der Region Bourgogne-Franche-Comté. Sie wurde am 29. Dezember 1994 gegründet und umfasste 14 Gemeinden. Der Verwaltungssitz befand sich im Ort Étueffont.

## Historische Entwicklung
Am 1. Januar 2017 wurde der Gemeindeverband mit der Communauté de communes la Haute Savoureuse zur neuen Communauté de communes des Vosges du Sud zusammengeschlossen.

## Ehemalige Mitgliedsgemeinden
1. Anjoutey
2. Bourg-sous-Châtelet
3. Étueffont
4. Felon
5. Grosmagny
6. Lachapelle-sous-Rougemont
7. Lamadeleine-Val-des-Anges
8. Leval
9. Petitefontaine
10. Petitmagny
11. Riervescemont
12. Romagny-sous-Rougemont
13. Rougemont-le-Château
14. Saint-Germain-le-Châtelet